# Siro Rosané
Siro Ignacio Cabral Rosané (Río Cuarto, 7 giugno 2000) è un calciatore argentino, centrocampista del Barracas Central.

## Caratteristiche tecniche
Centrocampista centrale, predilige agire come vertice basso del reparto.

## Carriera
Cresciuto nell'Estudiantes (LP), nel 2016 viene acquistato dal San Lorenzo che lo aggrega al proprio settore giovanile; nel 2020 viene promosso in prima squadra ed il 14 gennaio 2021 firma il suo primo contratto professionistico con il club rossoblu. Il 19 febbraio seguente fa il suo esordio giocando l'incontro di Copa Argentina vinto 3-0 contro il Liniers.

## Statistiche

### Presenze e reti nei club
Statistiche aggiornate al 4 maggio 2025.
| Stagione                | Squadra                 | Campionato              | Campionato | Campionato | Coppe nazionali | Coppe nazionali | Coppe nazionali | Coppe continentali | Coppe continentali | Coppe continentali | Altre coppe | Altre coppe | Altre coppe | Totale | Totale |
| Stagione                | Squadra                 | Comp                    | Pres       | Reti       | Comp            | Pres            | Reti            | Comp               | Pres               | Reti               | Comp        | Pres        | Reti        | Pres   | Reti   |
| ----------------------- | ----------------------- | ----------------------- | ---------- | ---------- | --------------- | --------------- | --------------- | ------------------ | ------------------ | ------------------ | ----------- | ----------- | ----------- | ------ | ------ |
| 2021                    | San Lorenzo             | PD                      | 12         | 1          | CA+CdL          | 1+8             | 0               | CL+CS              | 1+5                | 0                  | -           | -           | -           | 27     | 1      |
| 2022                    | San Lorenzo             | PD                      | 9          | 0          | CA+CdL          | 1+5             | 0               | -                  | -                  | -                  | -           | -           | -           | 15     | 0      |
| gen.-ago. 2023          | San Lorenzo             | PD                      | 1          | 0          | CA+CdL          | 0               | 0               | CS                 | 0                  | 0                  | -           | -           | -           | 1      | 0      |
| Totale San Lorenzo      | Totale San Lorenzo      | Totale San Lorenzo      | 22         | 1          |                 | 15              | 0               |                    | 6                  | 0                  |             | -           | -           | 43     | 1      |
| ago.-dic. 2023          | Barracas Central        | PD                      | -          | -          | CA+CdL          | 0+8             | 0               | -                  | -                  | -                  | -           | -           | -           | 8      | 0      |
| 2024                    | Barracas Central        | PD                      | 27         | 0          | CA+CdL          | 1+15            | 0+1             | -                  | -                  | -                  | -           | -           | -           | 43     | 1      |
| 2025                    | Barracas Central        | PD                      | 14         | 0          | CA              | 0               | 0               | -                  | -                  | -                  | -           | -           | -           | 14     | 0      |
| Totale Barracas Central | Totale Barracas Central | Totale Barracas Central | 41         | 0          |                 | 24              | 1               |                    | -                  | -                  |             | -           | -           | 65     | 1      |
| Totale carriera         | Totale carriera         | Totale carriera         | 63         | 1          |                 | 39              | 1               |                    | 6                  | 0                  |             | -           | -           | 108    | 2      |